# Orzeł za najlepszą scenografię
Laureaci Orłów w kategorii najlepsza scenografia:

## Laureaci i nominowani

### Lata 1990–1999
- 1998 Przemysław Kowalski − Kroniki domowe
  - Janusz Sosnowski − Billboard
  - Tadeusz Kosarewicz − Farba
  - Wojciech Saloni-Marczewski − Historia kina w Popielawach
  - Marcin Jarnuszkiewicz − Łóżko Wierszynina
  - Magdalena Kujszczyk − Nic
- 1999 Allan Starski − Pan Tadeusz
  - Magdalena Dipont − Dług
  - Andrzej Przedworski − Fuks
  - Andrzej Haliński − Ogniem i mieczem
  - Katarzyna Jarnuszkiewicz − Wojaczek

### Lata 2000–2009
- 2000 Janusz Sosnowski − Wrota Europy
  - Halina Dobrowolska − Córy szczęścia
  - Andrzej Przedworski − Operacja „Koza”
  - Allan Starski − Prawo ojca
  - Barbara Ostapowicz − Prymas. Trzy lata z tysiąca
  - Halina Dobrowolska − Życie jako śmiertelna choroba przenoszona drogą płciową
- 2001 Janusz Sosnowski − Quo vadis
  - Lech J. Majewski, Katarzyna Sobańska − Angelus
  - Borys F. Kudlicka − Egoiści
  - Anna Wunderlich − Przedwiośnie
  - Andrzej Kowalczyk − Weiser
- 2002 Allan Starski − Pianista
  - Andrzej Przedworski − Chopin. Pragnienie miłości
  - Wojciech Żogała − Edi
  - Jacek Osadowski − Tam i z powrotem
  - Tadeusz Kosarewicz, Magdalena Dipont − Zemsta
- 2003 Andrzej Przedworski − Pornografia (przyznany pośmiertnie)
  - Andrzej Haliński − Stara baśń. Kiedy słońce było bogiem
  - Ewa Jakimowska − Zmruż oczy
- 2004 Magdalena Dipont − Mój Nikifor
  - Joanna Doroszkiewicz, Ewa Skoczkowska − Pręgi
  - Barbara Ostapowicz − Wesele
- 2005 Anna Wunderlich − Komornik
  - Wojciech Żogała − Mistrz
  - Anna Jagna Janicka − Persona non grata
  - Joanna Białousz − Skazany na bluesa
  - Jochen Schumacher, Robert Czesak − Wróżby kumaka
- 2006 Joanna Doroszkiewicz − Jasminum
  - Jacek Osadowski − Kochankowie z Marony
  - Janusz Sosnowski − Kto nigdy nie żył…
  - Przemysław Kowalski − Wszyscy jesteśmy Chrystusami
- 2007 Magdalena Dipont − Katyń
  - Maarten Piersma − Straż nocna
  - Robert Czesak − Strajk
  - Andrzej Kowalczyk − Wszystko będzie dobrze

- 2008 Tadeusz Kosarewicz − Mała Moskwa
  - Marek Zawierucha − Cztery noce z Anną
  - Anna Jagna Janicka − Rysa

- 2009 Magdalena Dipont, Robert Czesak − Rewers
  - Aniko Kiss − Generał Nil
  - Jacek Osadowski − Miasto z morza
  - Andrzej Kowalczyk − Popiełuszko. Wolność jest w nas
  - Joanna Kaczyńska − Wojna polsko-ruska

### Lata 2010–2019
- 2010 Joanna Macha − Wenecja
  - Joanna Białousz − Różyczka
  - Anna Wunderlich − Śluby panieńskie

- 2011 Katarzyna Sobańska i Marcel Sławiński – Młyn i krzyż
  - Andrzej Haliński – 1920 Bitwa warszawska
  - Marcel Sławiński, Katarzyna Sobańska i Erwin Prib – W ciemności

- 2012 Allan Starski – Pokłosie
  - Katarzyna Sobańska, Marcel Sławiński – Jesteś Bogiem
  - Wojciech Żogała – Mój rower
  - Janusz Sosnowski − Wyspa skazańców

- 2013 Anna Wunderlich – Papusza
  - Andrzej Haliński – Dziewczyna z szafy
  - Janusz Sosnowski – Syberiada polska
  - Katarzyna Sobańska, Marcel Sławiński – Ida
  - Magdalena Dipont – Wałęsa. Człowiek z nadziei

- 2014 Marek Warszewski, Grzegorz Piątkowski – Miasto 44
  - Wojciech Żogała – Bogowie
  - Joanna Macha – Jack Strong

- 2015 Jagna Janicka – Hiszpanka
  - Andrzej Haliński – Excentrycy, czyli po słonecznej stronie ulicy
  - Marek Warszewski – Karbala

- 2016 Marek Zawierucha  – Wołyń
  - Joanna Wójcik – Jestem mordercą
  - Joanna Macha – Niewinne
  - Jagna Janicka – Ostatnia rodzina

- 2017 Matthew Button, Piotr Dominiak – Twój Vincent
  - Wojciech Żogała – Człowiek z magicznym pudełkiem
  - Marek Warszewski – Powidoki
  - Wojciech Żogała – Sztuka kochania
  - Marek Wronko – Volta

- 2018 Zbigniew Dalecki, Paweł Jastrzębski – Kamerdyner
  - Katarzyna Sobańska, Marcel Sławiński – Zimna wojna
  - Joanna Macha – Eter

- 2019 Magdalena Dipont, Robert Czesak, Beata Karaś – Pan T.
  - Marek Zawierucha, Andrzej Górnisiewicz – Boże Ciało
  - Joanna Anastazja Wójcik – Ikar. Legenda Mietka Kosza
  - Grzegorz Piątkowski, Kinga Babczyńska – Obywatel Jones
  - Allan Starski – Ukryta gra

### Lata 2020–2029
- 2020 Christopher Demuri, Lech Majewski – Dolina Bogów
  - Mariusz Wilczyński – Zabij to i wyjedź z tego miasta
  - Katarzyna Sobańska, Marcel Sławiński – Sala samobójców. Hejter
  - Milan Býček – Szarlatan
  - Maciej Fajst – 25 lat niewinności. Sprawa Tomka Komendy
- 2021 Wojciech Żogała – Bo we mnie jest seks
  - Katarzyna Sobańska, Marcel Sławiński – Cudak
  - Marek Warszewski – Magnezja
  - Ewa Skoczkowska – Mistrz
  - Marek Warszewski – Wesele
  - Paweł Jarzębski – Żeby nie było śladów
- 2022 Marcelina Początek-Kunikowska – Orzeł. Ostatni patrol
  - Aleksandra Klemens – Chrzciny
  - Mirosław Koncewicz – IO
  - Anna Pabisiak – Kobieta na dachu
  - Ewa Skoczkowska – Marzec ’68

## Najczęściej nominowani (do 2016)
więcej niż jedna nominacja:
- 6 nominacji:
  - Magdalena Dipont − Dług, Zemsta, Mój Nikifor, Katyń, Rewers, Wałęsa. Człowiek z nadziei
  - Janusz Sosnowski − Billboard, Wrota Europy, Quo vadis, Kto nigdy nie żył…, Wyspa skazańców, Syberiada polska
- 5 nominacji:
  - Andrzej Haliński − Ogniem i mieczem, Stara baśń. Kiedy słońce było bogiem, 1920 Bitwa Warszawska, Dziewczyna z szafy, Excentrycy, czyli po słonecznej stronie ulicy
  - Katarzyna Sobańska − Angelus, Młyn i krzyż, W ciemności, Jesteś Bogiem, Ida
- 4 nominacje:
  - Jagna Janicka – Persona non grata, Rysa, Hiszpanka, Ostatnia rodzina
  - Andrzej Przedworski − Fuks, Operacja „Koza”, Chopin. Pragnienie miłości, Pornografia
  - Marcel Sławiński − Młyn i krzyż, W ciemności, Jesteś Bogiem, Ida
  - Allan Starski − Pan Tadeusz, Prawo ojca, Pianista, Pokłosie
  - Anna Wunderlich − Przedwiośnie, Komornik, Śluby panieńskie, Papusza
  - Wojciech Żogała − Edi, Mistrz, Mój rower, Bogowie
- 3 nominacje:
  - Robert Czesak − Wróżby kumaka, Strajk, Rewers
  - Tadeusz Kosarewicz − Farba, Zemsta, Mała Moskwa
  - Andrzej Kowalczyk − Weiser, Wszystko będzie dobrze, Popiełuszko. Wolność jest w nas
  - Jacek Osadowski − Tam i z powrotem, Kochankowie z Marony, Miasto z morza
  - Joanna Macha – Wenecja, Jack Strong, Niewinne
- 2 nominacje:
  - Joanna Białousz − Skazany na bluesa, Różyczka
  - Halina Dobrowolska − Córy szczęścia, Życie jako śmiertelna choroba przenoszona drogą płciową
  - Joanna Doroszkiewicz − Pręgi, Jasminum
  - Przemysław Kowalski − Kroniki domowe, Wszyscy jesteśmy Chrystusami
  - Barbara Ostapowicz − Prymas. Trzy lata z tysiąca, Wesele
  - Marek Warszewski – Miasto 44, Karbala

## Najczęściej nagradzani (do 2016)
więcej niż jedna nagroda:
- 3 nagrody:
  - Magdalena Dipont − Mój Nikifor, Katyń, Rewers
  - Allan Starski − Pan Tadeusz, Pianista, Pokłosie
- 2 nagrody:
  - Janusz Sosnowski − Wrota Europy, Quo vadis
  - Anna Wunderlich − Komornik, Papusza